# Košarka na Poletnih olimpijskih igrah 1984
Košarka na Poletnih olimpijskih igrah 1984. Tekmovanje je potekalo za moške in ženske reprezentance.

## Dobitniki medalj
| Kategorija | Zlato | Srebro | Bron |
| Moški      | ZDASteve Alford Leon Wood Patrick Ewing Vernon Fleming Alvin Robertson Michael Jordan Joe Kleine Jon Koncak Wayman Tisdale Chris Mullin Sam Perkins Jeff Turner                                     | ŠpanijaJosé Manuel Beirán José Luis Llorente Fernando Arcega Josep Maria Margall Andrés Jiménez Fernando Romay Fernando Martín Juan Antonio Corbalán Ignacio Solozábal Juan Domingo de la Cruz Juan Manuel López Iturriaga Juan Antonio San Epifanio | JugoslavijaDražen Petrović Aleksandar Petrović Rajko Žižić Andro Knego Nebojša Zorkić Ivan Sunara Sabit Hadžić Dražen Dalipagić Emir Mutapčić Ratko Radovanović Mihovil Nakić Branko Vukičević |
| Ženske     | ZDA Teresa Edwards · Lea Henry · Lynette Woodard · Anne Donovan · Cathy Boswell · Cheryl Miller · Janice Lawrence · Cindy Noble · Kim Mulkey · Denise Curry · Pam McGee · Carol Jean Menken-Schaudt | Južna Koreja Čoi Ae-Jeong · Kim Eun-Suk · Li Hjeong-Suk · Čoi Gjeong-Hui · Li Mi-Ja · Mun Gjeong-Dža · Kim Hva-Sun · Džeong Mjeong-Hui · Kim Jeong-Hui · Seong Džeong-A · Park Čan-Suk · Park Jang-Gae                                               | Kitajska Čen Juefang · Li Šiaočin · Ba Jan · Song Šiaobo · Šui Čen · Vang Džun · Šiu Lidžuan · Ženg Haišia · Kong Šuedi · Žang Hui · Liu Šing · Žang Juešin                                    |

## Medalje po državah
| Poz | Država       | Zlato | Srebro | Bron | Skupaj |
| 1   | ZDA          | 2     | 0      | 0    | 2      |
| 2   | Španija      | 0     | 1      | 0    | 1      |
| 2   | Južna Koreja | 0     | 1      | 0    | 1      |
| 3   | Jugoslavija  | 0     | 0      | 1    | 1      |
| 3   | Kitajska     | 0     | 0      | 1    | 1      |